# ルール占領

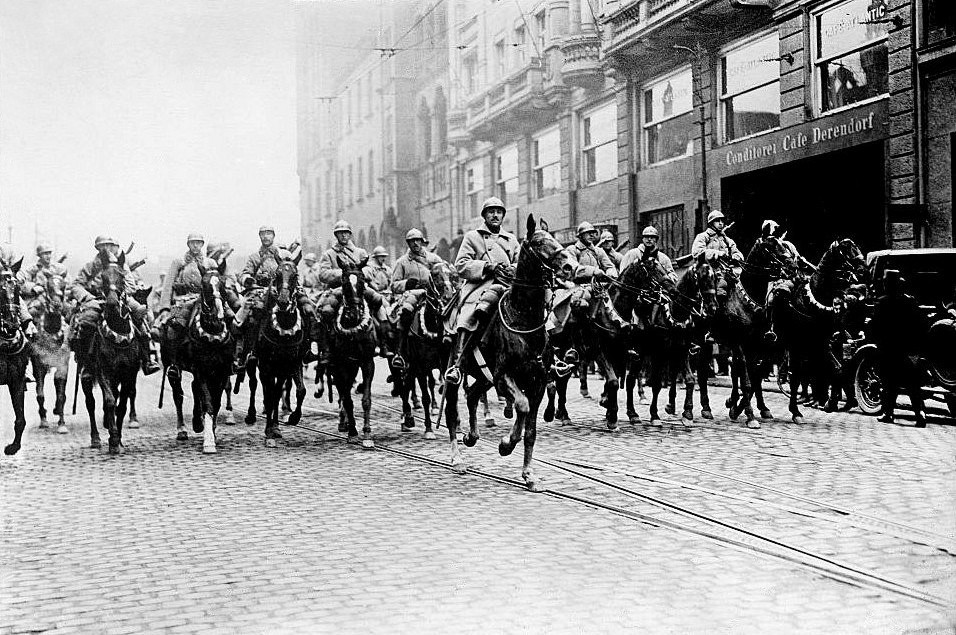
エッセン市内を行進するフランス陸軍騎兵（1923年）

戦間期におけるルール占領（ルールせんりょう）とは、1923年に発生したフランスおよびベルギーが、ドイツのルール地方に進駐、占領した事件。当時の同地方はドイツが生産する石炭の73％、鉄鋼の83％を産出する経済の中心地であった。

## 前史
第一次世界大戦のドイツ帝国軍侵攻により、フランスおよびベルギーの炭鉱地帯は大きな損害を受けた。戦後処理を討議したパリ講和会議等でフランスはドイツに対して多額の賠償金と、自国およびベルギーに対する石炭の現物支給を要求し、ヴェルサイユ条約などで賠償支払いおよび石炭の無償供給が定められるとともに、ルール地方を含むラインラントの非武装地帯化が定められた。しかしドイツの採炭能力も極度に低下しており、決定された量の半分以下しか供給することができなかった。フランスのアレクサンドル・ミルラン首相は、1920年2月のロンドン会議においてドイツの条約不履行を責め、連合国がドイツ最大の工業地帯にして炭鉱地帯であるルール地方を保障占領するべきだと主張した。イギリスのデビッド・ロイド・ジョージ首相はドイツの不履行は不可抗力によるもので、自発的な不履行でない限りそのような強硬手段に出るべきではないと反論し、ミルランも折れた。しかし石炭供給状況はいっこうに改善されず、フランスはその後もルール地方の占領を主張し続けた。
1920年3月13日にはカップ一揆が発生、ドイツ政府はこれに労働者にゼネストをよびかけることで対抗し、鎮圧した。しかしルール地方のゼネストはその後も鎮静化せず、復帰した政府に様々な要求を突きつけるなど混乱していた。カップ政府をふくむドイツ政府はルール地方への出兵を検討し、連合国側に打診していたが、フランスはこれもドイツの条約不履行姿勢であると批判し、連合国による占領を重ねて主張した。一方イギリスはヴェルサイユ条約を緩和しても共和政政府を助けるべきであると考えており、フランスの強硬姿勢にはあくまで反対であった。フランスはドイツと直接交渉を行い、イギリス政府関係者を激怒させた。4月3日、ドイツは連合国の許可を得ないままルール地方に派兵した。フランスはこれに対抗してイギリスの反対を押し切って派兵し、フランクフルト・アム・マイン、ダルムシュタット、ハーナウ、ホンブルク、ディーブルクの五都市を占領した。ベルギーはフランスの行動を支持したが、イギリスはフランスの行動に激怒し、両国関係は英仏協商締結以来、最悪の状態となった。フランスはイギリスの撤兵要求に対して、ドイツが撤兵するまで占領を続けると回答し、ドイツ軍が撤兵した後の5月17日まで占領を続けた。

## 賠償金支払いの開始
1921年1月からパリで賠償金総額を確定する会議が開催された。会議の結果、ドイツは総額2260億金マルクを42年間にわたって支払うことが求められた。ドイツは賠償総額の削減を求めたが、3月1日から開催されたロンドン会議においてその要求は拒否され、8日からはデュッセルドルフなどが一時占領された。5月5日、連合国は賠償金の総額を1320億金マルクとし、ドイツは年20億金マルクと輸出額の26％を支払うように求め、ドイツが拒否した場合はルール地方を占領するという通告（ロンドン最後通牒）を行った。賠償金削減に努力してきたドイツのフェーレンバッハ内閣は、この要求によって連立政権内部が紛糾し、総辞職した。それを受けて5月10日に成立したヴィルト内閣は少数与党であったが、ドイツ社会民主党、独立社会民主党、中央党、そしてドイツ民主党の大半の議員が要求受諾を受け入れ、220対172で可決された。ヴィルトは賠償金支払いの「履行政策」を掲げ、5月31日に10億マルクの支払いを開始した。
しかし1921年度分の賠償を支払うことはできたものの、翌年分の支払いは困難となった。12月14日にドイツは賠償委員会に対して翌1922年1月と2月の賠償支払い延期を要請した。委員会は延期を認めたものの、支払計画の提出と、一部の賠償支払いを要求した。この間にフランスでも政変が起こり、対独強硬派のレイモン・ポアンカレが首相となった。ヴィルト内閣は税制改革や強制公債発行などを主軸とする支払計画を作成したが、強制公債に対してはドイツ国内でも強い反発があった。しかしインフレーションの進行により、公債による賠償資金調達は失敗に終わった。ドイツはジェノア会議において賠償金問題を取り上げるよう要請したが、フランスの反対により取り上げられなかった。1922年後半にはインフレがさらに進行し、マルクの対ドルレートは、7月に1919年時点の117．5倍、12月には1807．8倍に達していた。ドイツはこの状況では支払は不可能であるとし、残りの1922年分と1923年、1924年分の支払免除を求めた。8月の連合国会議は支払い猶予については決定を延期するとしながらも、政府公債による支払を認めるなど、1922年中については事実上支払を免除した。11月14日、ヴィルト内閣は総辞職したが、それとともに「賠償金・現物払いの3－4年免除」を求める覚書を提出し、ヴィルヘルム・クーノ内閣もその見解を継承し、改めて連合国に支払の2年猶予を求めた。しかし12月19日からのロンドン首脳会議においてポアンカレは、ドイツに対して「生産的担保」を求め、ドイツ案は不十分であるとした。フランスも対英米の債務に苦しんでおり、賠償金支払いは不可欠であった。

## 占領開始

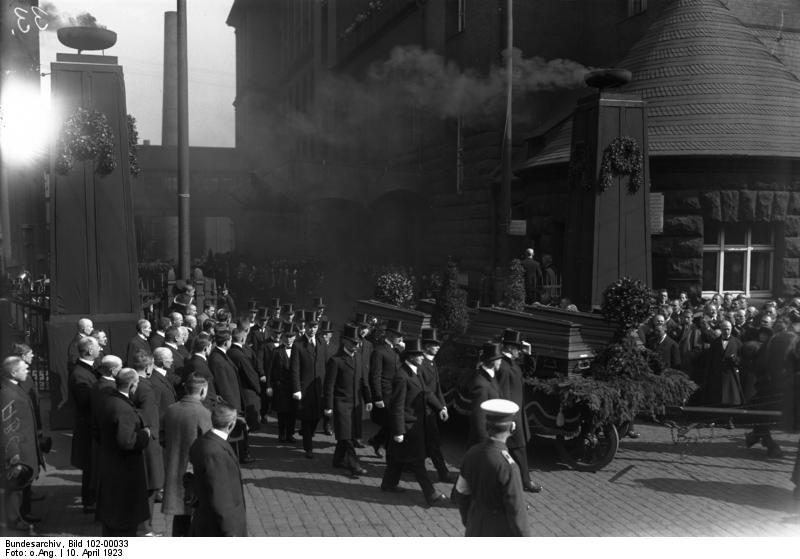
葬儀の後、クルップの工場から墓地へ向かう犠牲者の棺（1923年4月10日）

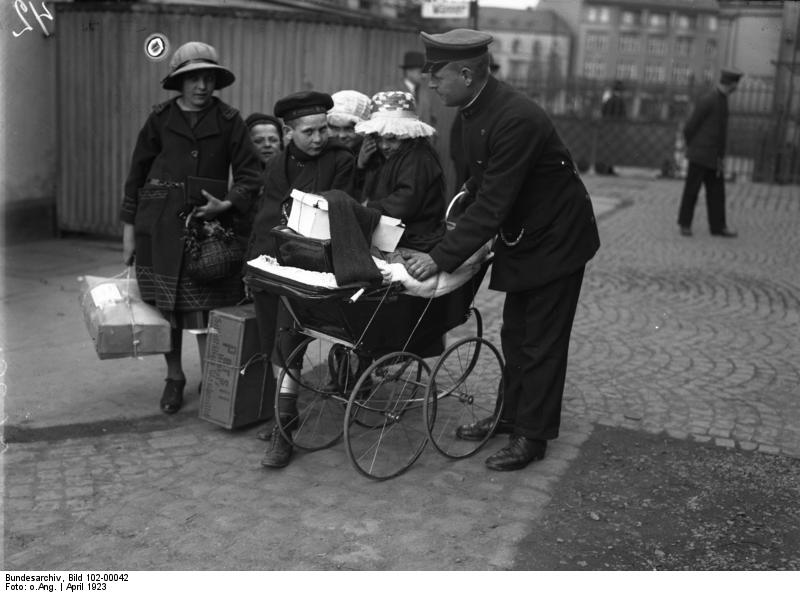
フランス軍の命令に従わなかったとして行われた鉄道労働者の大量追放により、ルール地方を離れる家族（1923年4月）

12月26日、連合国賠償委員会はドイツによる木材の現物賠償による引き渡し量の不足は、ドイツ政府の故意によるものであると認定した。この認定にはイギリスは反対し、1923年1月に開催されたパリ会議では賠償総額を500億マルクに減額するなど、支払の緩和政策を主張した。しかしフランスはこれを拒絶し、会議は物別れとなった。さらに1月9日の賠償委員会では石炭供与についても不履行があると認定した。グスタフ・シュトレーゼマンは、フランスが1922年に受け取れる現物賠償を、国内産業への配慮から故意に受領しなかったとして批判している
1月4日、ポアンカレはルール占領を声明し、1月11日からフランス5個師団、ベルギー2個師団がルール地方の占領を開始した。占領の公式な名目はルール地方の工業および鉱山の監視する連合国監視団の保護であったが、実際にはルール地方の物流を差し押さえることによって賠償を確保するとともに、ドイツに圧力を加えるためのものであった。

## 受動的抵抗
ドイツは駐仏大使を召還し、さらに占領に対して受動的な抵抗運動を呼びかけた。炭坑や工場、鉄道、行政は全面的に不服従やストライキを行い、占領に抵抗した。ストライキに参加した労働者の給料は、政府が保証した。また、当時連合国軍の占領下にあったラインラントでも占領軍に対するテロが発生するようになり、これらの地域の情勢は極度に悪化した。イギリスはロイド・ジョージが「非武装の国に対する軍事侵略であり、正当化されず、無益であることがいずれ判明するべきものであった」と批判し、労働党などの左派もこれを批判した。フランス国内では社会党など左派は占領に反対していたが、右派やフランス国内の新聞はさらに強硬な対応を取るよう主張していた。5月2日、ドイツは連合国に対して賠償総額300億金マルクに確定するよう求めたが、フランスとベルギーはこの要求を拒否した。
5月8日に占領軍はクルップ社の社長や幹部を不服従の罪で訴追し、数ヶ月から20年の禁固刑を科した。5月末にはクルップ社の工場で、占領軍の実力行使による衝突が発生し、13人の労働者が死亡した。抵抗運動全体では250名の死傷者が発生し、占領軍は対抗手段としてルール地方から14万5000人のドイツ人労働者を追放して、ベルギー人・スイス人労働者を導入してこれにかえようとした。
この間にも給料の支払と税収の減少でドイツの財政は破綻し、生産が急減した状況で紙幣が大量に発行された結果、ドイツ経済はハイパーインフレーションへと陥った。1923年1月には1ドル＝1万7792マルクのレートであったが、7月には1ドル＝35万3410マルク、8月には1ドル＝462万455マルク、9月には1ドル＝9886万マルク、10月には1ドル＝252億6020万3000マルク、11月には4兆2000億マルクに達した。
占領の解除も行われず、経済情勢も不穏となったドイツは混乱をきたした。6月6日にはザクセン、7月20日にはブレスラウ、7月23日にはフランクフルトなどで争乱事件が起きた。6月7日、ドイツ政府は連合国に対してドイツの支払能力を査定する中立な機関設立を求めた。イギリスとイタリアは妥協的であったものの、フランスとベルギーはあらゆる抵抗の中止が交渉の前提であると拒絶した。イギリスのジョージ・カーゾン外相は6月11日、フランスとベルギーの占領はヴェルサイユ条約違反であるとフランス政府に通告した。カーゾンはさらに7月20日、現状の賠償プランが実行不可能であるとし、アメリカの仲介による中立的な査定機関を設立するべきであるという書簡をフランス政府に送付した。ポアンカレは現状のドイツ経済の混乱はすべてドイツ政府の愚かな行動が原因であるとし、賠償金の減額には一切応じない姿勢を強調した。
8月11日には社会民主党がクーノ内閣に不信任を突きつけ、クーノ内閣は退陣へと追い込まれた。社会民主党、中央党、民主党、ドイツ人民党は大連立内閣を組織し、グスタフ・シュトレーゼマンが首相となった。財務相となったルドルフ・ヒルファーディングは今後4週間の支出400兆マルクのうち、ルール闘争支援費用が240兆マルクに達すると試算しており、ルール闘争支援はすでに限界に来ていた。シュトレーゼマンは表面上闘争の継続を掲げていたが、冬が始まるまでの継続は不可能であると見ていた。政府の一部にはなおも抵抗継続を主張する声もあったが、9月26日、シュトレーゼマンは国会外交委員会において抵抗運動の終了を宣言することとなった。政府与党はこの表明を支持したが、ドイツ共産党とドイツ国家人民党は反対した。
受動的抵抗の中止声明は、ドイツ国内に激しい衝撃を与え、さらに政局は混乱した。9月26日にはフリードリヒ・エーベルト大統領が戒厳令を発し、指揮権を国防相に与えた。バイエルン州では右派のグスタフ・フォン・カールが政権を掌握し、共和国保護法を停止するなど、反中央政府的な動きを見せた。これらの動きは11月のミュンヘン一揆につながることになる。しかし一方で11月15日にはレンテンマルクの発行によるデノミネーションを実施し、インフレを沈静化させるのに成功した。11月23日、シュトレーゼマン内閣はバイエルン州問題に対する対応などをきっかけに社会民主党が連立離脱したために総辞職している。

## 占領の終わり

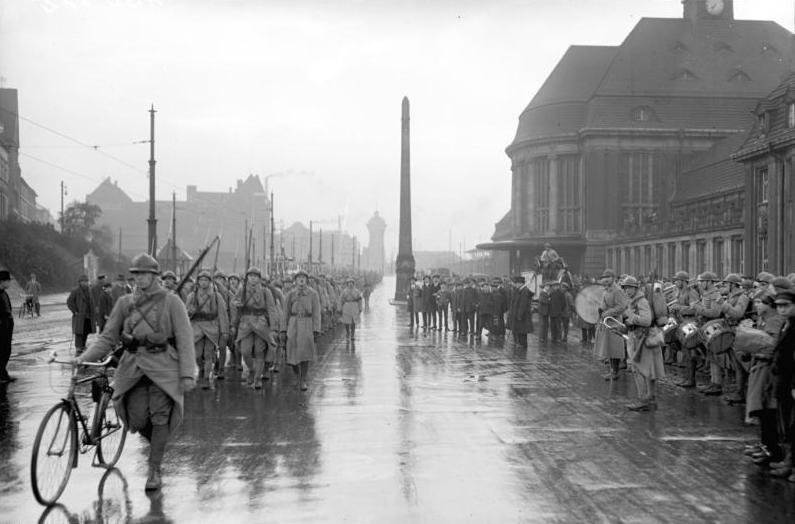
撤退のためドルトムント市内を行進するフランス軍（1924年10月）

10月23日、アメリカのカルビン・クーリッジ大統領が、自国の専門家を賠償委員会に参加させることを表明した。イギリスとアメリカはフランスの反対を押し切って、賠償策定プロセスにドイツを参加させる方針を決定させた。ポアンカレはなおもルール占領を正当化していたが、11月30日にはついに賠償問題へのアメリカの介入を受諾することになった。
シュトレーゼマン自身は次のマルクス内閣の外相として賠償問題に努力し、賠償金負担を軽減する1924年9月26日のドーズ案を受け入れた。ポアンカレもドーズ案には不服であったが、フランス経済は悪化しており、4月24日に他の連合国とともにドーズ案を受諾した。これ以降、ドイツ経済は相対的安定期を迎えることとなる。ドーズ案の支払開始は1年後が予定されており、占領解除も同時期から開始される予定であった。ポアンカレの保守連合は1924年5月の総選挙で敗北し、6月1日に退陣したが、5月14日にはドイツ政府が義務を遂行すれば段階的に占領を解除するという声明を行った。後継首相のエドゥアール・エリオは個人的にルール占領を国際法違反であると考えていたが、占領継続を主張する右派の世論にも配慮を行う必要があった。ドイツは早期撤退を繰り返し求めたが、エリオはなかなか応諾しなかった。8月16日になってようやく妥協が成立し、フランス軍とベルギー軍は1年以内に撤退を開始することが合意された。8月22日からフランス議会で撤退に関する討議が開始され、フェルディナン・フォッシュ元帥の「ルール占領はフランスの安全保障に全く無関係である」という意見が報告された。8月23日には下院で336対204、8月26日には上院で204対40で撤退が可決され、10月から撤退が開始されることとなった。ドイツ経済は、占領により重い打撃を受けた。